# 斯蒂芬·多雷尔
斯蒂芬·多雷尔（1952年3月25日—）是一位英國政治人物，先后加入保守黨和自由民主党，1979年至1997年任拉夫伯勒國會選區國會議員，1997年至2015年任查恩伍德國會選區國會議員，1995年至1997年在馬卓安內閣中任卫生大臣。